# Slumber Party Slaughter
Slumber Party Slaughter (nghĩa tiếng Việt: Buổi tàn sát ở buổi tiệc qua đêm) là một bộ phim kinh dị thể loại chém giết. Bộ phim có buổi chiếu thử vào ngày 4 tháng Tư năm 2012 và đã được viết, đạo diễn và sản xuất bởi Rebekah Chaney, Seraphim Films, Incorporated. Bộ phim cuối cùng, bao gồm nhiều cái kết liên qua đến nhiều cái chết mới và đáng sợ sẽ được phát hành ngày vào tháng Mười năm 2018.

## Phát hành
Bộ phim được chiếu đầu tiên vào ngày 4 tháng Tư năm 2012 tại Liên hoan phim Phoenix và vào ngày 14 tháng Tư năm 2012 ở Liên hoan phim Quốc tế Boston.

## Nội dung
Trong một cuộc đi chơi bí mật đến một câu lạc bộ thoát y lạ thường, Tom Kingsford (Tom Sizemore) không biết rằng cuộc sống của anh sẽ chuẩn bị có chuyến biến lớn. Randy (JC Gonzalez) và bạn bè của mình ở bêntrong câu lạc bộ đêm cũng chuẩn bị uống bia và xem sô diễn của các cô gái. Chủ câu lạc bộ và trùm bất động sản, William O 'Toole (Ryan O' Neal), một kẻ tọc mạch ưa thích bạo lực, chuẩn bị đối mặt với những gì tối đó đem lại. Tom đã thuê một vài vũ công gợi dục: Casey Reitz (Rebekah Chaney), Victoria Spencer (Stephanie Romanov), Nicole và Nadia, từ Quán Lingerie, để đi cùng với anh ta cho hết buổi tối; trong lúc đó nhóm bị bám theo bí mật bởi một tên bảo trợ cho câu lạc bộ với chứng ám ảnh thần kinh và chỉ được biết đến với tên Dave (Robert Carradine). Mọi thứ nhanh chóng xấu đi khi thứ có vẻ giống như một đường tắt qua một nghĩa trang hoang lại là một cái bẫy được dựng lên, và nhóm lạc vào giữa một hiện trường vụ án. Hoảng loạn và sợ hãi leo thang và bi kịch xảy ra với Tom khi anh vô tình bị giết chết và chôn trong nghĩa trang siêu tự nhiên này. Các cô gái thỏa thuận với nhau: bắt đầu cuộc sống mới để tránh sự nghi ngờ của cảnh sát địa phương.
Một năm sau, vào ngày kỉ niệm một năm ngày mất của Tom, một trong các vũ công thoát y trong những làm được tìm thấy ở tình trạng bị chặt đầu, khiến những người khác tập trung lại ở Slumber Party và chờ đợi sự sợ hãi lớn nhất của họ: sự trả thù. Sự ngây thơ và các bộ phận cơ thể mất đi khi cái chết lấy đi sự sám hối của nó và cuộc chém giết bắt đầu. Randy (JC Gonzalez) và tất cả những thành viên khác trong câu lạc bộ đêm bắt đầu chết dần từng người một.

## Diễn viên và nhân vật

### Diễn viên chính
| Diễn viên          | Vai              |
| ------------------ | ---------------- |
| Tom Sizemore       | Tom Kingsford    |
| Ryan O'Neal        | William O'Toole  |
| Robert Carradine   | Dave             |
| Tyler Jacob Moore  | Zach             |
| Stephanie Romanov  | Victoria Spencer |
| Rebekah Chaney     | Casey Reitz      |
| JC Gonzalez        | Randy            |
| Elyse Levesque     | Nadia            |
| Caroline Macey     | Nicole Stevens   |
| Jarrod Bunch       | Leonard          |
| Michael Bowen      | Người độ chế     |
| Casey Brown        | Bobby Reitz      |
| Marissa Skell      | Felicia          |
| Scott Reitz        | Đặc vụ Reynolds  |
| Robert Allen Mukes | Người làm vườn   |
| Max Kleven         | Sheriff Bowden   |
| Jocelyn Saenz      | Vợ của Tom       |

### Diễn viên phụ
| Diễn viên             | Vai                           |
| --------------------- | ----------------------------- |
| Bryan Au              | Nhà kinh doanh Nhật Bản       |
| Leyon Azubuike        | Bạn của Tyrese                |
| Angelica Ranay Chaney | Cô gái ở buổi tiệc bể bơi     |
| Robert Paul Chaney    | Chàng trai ở buổi tiệc bể bơi |
| Sheena Chou           | Crystal                       |
| Shawn Cook Contreras  | Người bảo trợ câu lạc bộ      |
| Patrick Cox           | Người canh cửa #1             |
| Christopher Cross     | Người sói                     |
| Stan Eckels           | Người dự tiệc #1              |
| Pericles Evangelista  | Y tá                          |
| Ryan Gangl            | Ryan                          |
| Sanford Hampton       | Người pha chế #2              |
| Norma Herrera Voelkel | Selma                         |
| Marketta Janska       | Anastasia                     |
| Jessica Landon        | Cô gái tóc vàng ở buổi tiệc   |
| Matthew Lents         | Thám tử #2                    |
| Tyler Lepley          | Tyrese                        |
| Christina Ijin Link   | Người bảo trợ câu lạc bộ      |
| Charlie Mattera       | Charlie                       |
| Jeff Monteith         | Chính anh ta                  |
| Matthew Mullins       | Thám tử #1                    |
| Denis O'Mahoney       | Cao bồi                       |
| Scotty Reiz           | Đặc vụ Reynolds               |
| Phillip Roetter       | Người kinh doanh ở câu lạc bộ |
| Chas Scherer          | Người đi tiệc #2              |
| Martin Taylor         | Đặc vụ Shawn                  |
| Kaleti Williams       | Người canh cửa #2             |
| Adam Zelkind          | Người pha chế #1              |

## Giải thưởng và Đề cử
| Năm  | Giải thưởng                                           | Mục                                                | Người nhận     | Kết quả   | Tham khảo |
| ---- | ----------------------------------------------------- | -------------------------------------------------- | -------------- | --------- | --------- |
| 2012 | Giải thưởng của Liên hoan phim Quốc tế Action On Film | Giải thưởng Action on Film: Đạo diễn xuất sắc nhất | Rebekah Chaney | Đoạt giải | [ 2 ]     |
| 2012 | Giải thưởng của Liên hoan phim Quốc tế Boston         | Giải thưởng Action on Film: Phim hay nhất          | Rebekah Chaney | Đoạt giải | [ 3 ]     |

## Các phương tiện truyền thông khác
- Khẩu hiệu của Slumber Party Slaughter là: Đầu sẽ rơi.

## Ghi Chú Khác
- Slumber Party Slaughter được chiếu đầu tiên tại Liên hoan phim Phoenix vào ngày 4 tháng Tư năm 2012.
- Phim cũng đã được chiếu tại tại Liên hoan phim Quốc tế Boston vào ngày 14 tháng Tư năm 2012.
- Đạo diễn, kịch bản, nhà sản xuất và nữ diễn viên Rebekah Chaney được ghi nhận là Rebecca Chaney trong bộ phim này.
- Diễn viên Casey Thomas Brown được ghi nhận là Casey Brown trong bộ phim này.
- Đây là phim đầu tiên của Rebekah Chaney dưới tư cách đạo diễn và biên kịch.
- Nữ diễn viên Stephanie Romanov được biết đến với vai luật sư ác độc Lilah Morgan trong sê-ri truyền hình Angel của Mạng WB.
- Diễn viên Robert Allen Mukes cũng được biết đến với vai Rufus Firefly Jr., trong Ngôi Nhà của 1000 xác chết vào năm 2003.